# Manu García Sánchez
Manuel Alejandro García Sánchez (Vitoria, 26 de abril de 1986), conocido como Manu García, es un exfutbolista español que jugaba en la posición de centrocampista.
Es el segundo jugador con más partidos oficiales disputados en la historia del Deportivo Alavés.Además es reconocido por la afición vitoriana como uno de los jugadores más míticos del club y como uno de los capitanes más legendarios.

## Trayectoria
Inició su carrera en el equipo de fútbol de su colegio, San Viator de Vitoria, que era club convenido de Real Sociedad. En la etapa cadete el club donostiarra le captó para formar parte de sus categorías inferiores. En la temporada 2005-06 debutó con la Real Sociedad B en Segunda "B".
Tras tres temporadas, donde jugó 103 partidos y logró 18 goles, fichó por el recién ascendido a Segunda División, el Girona F. C., pero tras la pretemporada el míster Raül Agné y el secretario técnico Miki Albert le comunicaron que no contaban con sus servicios. Finalmente, fichó por la S. D. Eibar que lo cedió inmediatamente al Real Unión de Segunda "B".
En la temporada 2008-09 el equipo irundarra dirigido por Iñaki Alonso consiguió los hitos de eliminar al Real Madrid en la Copa del Rey y el ascenso más de 40 años más tarde a Segunda División. Acumuló 39 partidos y 8 goles. Sin embargo, la S. D. Eibar descendió a Segunda "B" y decidió repescarlo.
Contó con la confianza tanto de Ángel Viadero, cesado en la jornada 36, como de Manix Mandiola al disputar 35 partidos, 21 de titular y anotar 6 goles. El equipo guipuzcoano acabó en 2.ª posición tras la S. D. Ponferradina y cayó en la 2.ª ronda del play-off de ascenso frente al Ontinyent C. F.
En la temporada 2010-2011, tras decidir la S. D. Eibar no inscribirlo en la liga, cambió de aires y recaló en la U. D. Logroñés, donde destacó por su capacidad goleadora por anotar 13 goles en los 53 partidos disputados entre las dos temporadas que jugó en el conjunto riojano.
Tras destacar en la U. D. Logroñés, vio cumplido su sueño de jugar en el Alavés, equipo del que era aficionado desde su infancia. En teoría fue fichado para ocupar la posición de extremo izquierdo, pero las necesidades del equipo llevaron a Natxo González a usarlo como lateral izquierdo. Rápidamente se ganó el cariño de Mendizorroza por su lucha y sacrificio. El equipo albiazul consiguió el ascenso, tras acabar en 1.ª posición, al vencer en la ronda de campeones al Real Jaén C. F. Disputó 33 encuentros y anotó 3 goles (frente a la S. D. Eibar, Lleida Esportiu y Racing de Santander "B"), siendo pieza clave del ascenso. Su debut en Segunda División vino acompañado de un nuevo cambio de posición, ya que a lo largo de la temporada jugaría en centro del campo formando una pareja de mediocentros con Jagoba Beobide, contando para los tres entrenadores que pasaron por el banquillo del Alavés: Natxo González, Juan Carlos Mandiá y Alberto. Jugó 38 partidos, entre ellos el 2-3 contra el Real Jaén C. F. en la última jornada, en los que marcó 3 goles, 2 de ellos vitales para vencer al R. C. Recreativo de Huelva y el C. D. Numancia.
En la temporada 2015-16 logró el ascenso a Primera División. El 21 de agosto de 2016 debutó en Primera división y lo hizo como capitán. Fue el responsable de empatar el partido en el minuto 95 ante el Atlético de Madrid con un gol. En su primera temporada en la élite alcanzó la final de la Copa del Rey y fue indiscutible en el equipo de Pellegrino. El 27 de mayo de 2017 se proclamó subcampeón de la Copa del Rey tras perder por 3-1 ante el F. C. Barcelona en el Estadio Vicente Calderón.
En la temporada 2017-18 continuó siendo una pieza importante del equipo disputando más de una treintena de partidos. El 6 de octubre de 2018 marcó el gol de la victoria en el minuto 95 ante el Real Madrid en Mendizorroza.
A mediados de 2021, y tras nueve temporadas en el Deportivo Alavés, puso punto final a su andadura en el conjunto vitoriano. En agosto se marchó a Chipre para jugar en el Aris de Limassol. Allí estuvo hasta julio de 2022, momento en el que acordó la rescisión de su contrato. El mes siguiente firmó con el C. D. Mirandés para la campaña 2022-23. Al final de la misma quedó libre y el 12 de noviembre de 2024 anunció su retirada.

## Clubes
| Club                | País   | Año       | Partidos | Goles |
| ------------------- | ------ | --------- | -------- | ----- |
| Real Sociedad "B"   | España | 2005-2008 | 103      | 18    |
| Girona F. C.        | España | 2008      | 0        | 0     |
| Real Unión (cedido) | España | 2008-2009 | 39       | 8     |
| S. D. Eibar         | España | 2009-2010 | 39       | 6     |
| U.D. Logroñés       | España | 2010-2012 | 56       | 16    |
| Deportivo Alavés    | España | 2012-2021 | 308      | 19    |
| Aris de Limassol    | Chipre | 2021-2022 | 23       | 0     |
| C. D. Mirandés      | España | 2022-2023 | 27       | 2     |